# Anochetus
Anochetus – rodzaj owadów należących do rodziny mrówkowatych, sklasyfikowany przez Gustava Mayra w roku 1861.

## Gatunki
Rodzaj obejmuje 96 gatunki:

- Anochetus africanus (Mayr, 1865)
- Anochetus agilis (Emery, 1901)
- Anochetus altisquamis (Mayr, 1887)
- Anochetus ambiguus (De Andrade, 1994)
- Anochetus angolensis (Brown, 1978)
- Anochetus armstrongi (McAreavey, 1949)
- Anochetus bequaerti (Forel, 1913)
- Anochetus bispinosus (Smith, 1858)
- Anochetus brevidentatus (MacKay, 1991)
- Anochetus brevis (Brown, 1978)
- Anochetus cato (Forel, 1901)
- Anochetus chirichinii (Emery, 1897)
- Anochetus conisquamis (De Andrade, 1994)
- Anochetus consultans (Walker, 1859)
- Anochetus corayi Baroni (Urbani, 1980)
- Anochetus diegensis (Forel, 1912)
- Anochetus dubius (De Andrade, 1994)
- Anochetus elegans (Lattke, 1987)
- Anochetus emarginatus (Fabricius, 1804)
- Anochetus evansi (Crawley, 1922)
- Anochetus exstinctus (De Andrade, 1994)
- Anochetus faurei (Arnold, 1948)
- Anochetus filicornis (Wheeler, 1929)
- Anochetus fricatus (Wilson, 1959)
- Anochetus fuliginosus (Arnold, 1948)
- Anochetus ghilianii (Spinola, 1851)
- Anochetus gladiator (Mayr, 1862)
- Anochetus graeffei (Mayr, 1870)
- Anochetus grandidieri (Forel, 1891)
- Anochetus haytianus (Wheeler & Mann, 1914)
- Anochetus horridus (Kempf, 1964)
- Anochetus inca (Wheeler, 1925)
- Anochetus incultus (Brown, 1978)
- Anochetus inermis (Andre, 1889)
- Anochetus intermedius (De Andrade, 1994)
- Anochetus isolatus (Mann, 1919)
- Anochetus jonesi (Arnold, 1926)
- Anochetus kanariensis (Forel, 1900)
- Anochetus katonae (Forel, 1907)
- Anochetus kempfi (Brown, 1978)
- Anochetus levaillanti (Emery, 1895)
- Anochetus longifossatus (Mayr, 1897)
- Anochetus longispinus (Wheeler, 1936)
- Anochetus lucidus (De Andrade, 1994)
- Anochetus madagascarensis (Forel, 1887)
- Anochetus madaraszi (Mayr, 1897)
- Anochetus maynei (Forel, 1913)
- Anochetus mayri (Emery, 1884)
- Anochetus micans (Brown, 1978)
- Anochetus minans (Mann, 1922)
- Anochetus mixtus (Radchenko, 1993)
- Anochetus modicus (Brown, 1978)
- Anochetus muzziolii (Menozzi, 1932)
- Anochetus myops (Emery, 1893)
- Anochetus natalensis (Arnold, 1926)
- Anochetus neglectus (Emery, 1894)
- Anochetus nietneri (Roger, 1861)
- Anochetus obscuratus (Santschi, 1911)
- Anochetus obscurior (Brown, 1978)
- Anochetus orchidicola (Brown, 1978)
- Anochetus oriens (Kempf, 1964)
- Anochetus orientalis (Andre, 1887)
- Anochetus pangens (Walker, 1859)
- Anochetus paripungens (Brown, 1978)
- Anochetus pellucidus (Emery, 1902)
- Anochetus peracer (Brown, 1978)
- Anochetus princeps (Emery, 1884)
- Anochetus pubescens (Brown, 1978)
- Anochetus punctaticeps (Mayr, 1901)
- Anochetus pupulatus (Brown, 1978)
- Anochetus rectangularis (Mayr, 1876)
- Anochetus risii (Forel, 1900)
- Anochetus rothschildi (Forel, 1907)
- Anochetus rufus (Jerdon, 1851)
- Anochetus rugosus (Smith, 1857)
- Anochetus sedilloti (Emery, 1884)
- Anochetus seminiger (Donisthorpe, 1943)
- Anochetus simoni (Emery, 1890)
- Anochetus siphneus (Brown, 1978)
- Anochetus splendidulus (Yasumatsu, 1940)
- Anochetus striatulus (Emery, 1890)
- Anochetus strigatellus (Brown, 1978)
- Anochetus subcoecus (Forel, 1912)
- Anochetus taiwaniensis (Terayama, 1989)
- Anochetus talpa (Forel, 1901)
- Anochetus targionii (Emery, 1894)
- Anochetus testaceus (Forel, 1893
- Anochetus traegaordhi (Mayr, 1904)
- Anochetus tua (Brown, 1978)
- Anochetus turneri (Forel, 1900)
- Anochetus vallensis (Lattke, 1987)
- Anochetus variegatus (Donisthorpe, 1938)
- Anochetus vexator (Kempf, 1964)
- Anochetus yerburyi (Forel, 1900)
- Anochetus yunnanensis (Wang, 1993)